# Dragu Bădin
Dragu Bădin (n. 7 august 1947, Brăila, România – d. 30 iulie 2023) a fost un fotbalist român care a jucat pe postul de fundaș.

## Biografie
Dragu Bădin a început să joace fotbal la vîrsta de 16—17 ani, fiind legitimat mai întîi la echipa Progresul Brăila (divizia B), unde a evoluat cu bune rezultate timp de trei ani. După aceea, dornic să se afirme, joacă cîțiva ani (1968 – 1971) la echipa „Petrolul Ploiești“, unde îl are ca antrenor pe Ilie Oană și unde a adunat 96 de prezențe și 7 goluri.
Începând cu vara anului 1971 Bădin a făcut parte din echipa lui „U” Craiova care a câștigat Divizia A 1973-1974, acesta fiind primul trofeu din istoria clubului, performanță pentru care a primit titlul de „Cetățean de onoare al Craiovei” în 2023.  
Bădin a murit pe 30 iulie 2023, la vârsta de 75 de ani.

## Cariera

### La club
- 1965–1967: Progresul Brăila
- 1967–1968: Șoimii Buzău
- 1968–1972: Petrolul Ploiești
- 1972–1975: Universitatea Craiova
- 1975–1976: FCM Bacău
- 1976–1980: Jiul Petroșani
- 1980–1981: Mecanica Fină București

### La națională
- 1969: România U23[5] (2 apariții)

## Rezultate
Universitatea Craiova
- Cupa Diviziei A : 1973–74
- Locul 2 Cupa României : 1974–75 [6]